# Pavocosa siamensis
Pavocosa siamensis is een spinnensoort in de taxonomische indeling van de wolfspinnen (Lycosidae).
Het dier behoort tot het geslacht Pavocosa. De wetenschappelijke naam van de soort werd voor het eerst geldig gepubliceerd in 1863 door Christoph Gottfried Andreas Giebel.